# Cheok Kon Fatt
Cheok Kon Fatt es un deportista malasio que compitió en halterofilia adaptada. Ganó una medalla de plata en los Juegos Paralímpicos de Barcelona 1992 en la categoría de –52 kg.

## Palmarés internacional
| Juegos Paralímpicos | Juegos Paralímpicos | Juegos Paralímpicos | Juegos Paralímpicos |
| Año                 | Lugar               | Medalla             | Categoría           |
| ------------------- | ------------------- | ------------------- | ------------------- |
| 1992                | Barcelona (España)  | Medalla de plata    | –52 kg              |